# Bohusiska smällen

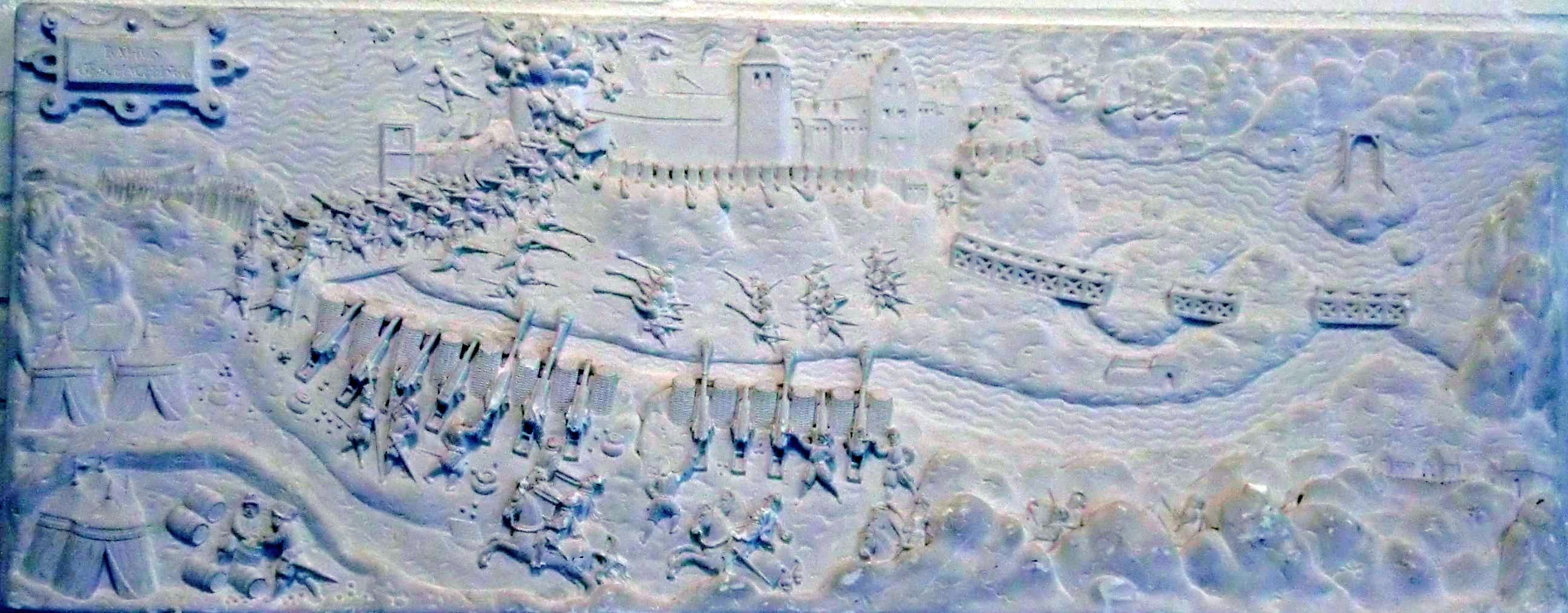
Bohusiska smällen återgiven på relief. Gipskopia av originalet från Fredrik II:s grav i Roskilde domkyrka.

Bohusiska smällen är namnet på de dansk-norska försvararnas sprängning av kärntornet Röde Torn på Bohus fästning, under den svenska belägringen i mars 1566.

## Bakgrund
Då nordiska sjuårskriget brutit ut 1563 intogs Älvsborgs slott snabbt av danskarna och Sverige blev därmed avskuret från västerhavet. Den svenska krigsplaneringen gick därefter ut på att inta en eller flera av fästningarna Älvsborg, Bohus och Varberg. Bohus utsattes under kriget för sex hårda belägringar, och försvarades under fem av dessa av den danske befälhavaren Jens Holgersen Ulfstand till Skabersjö. År 1565 intas Varberg, och enligt kung Erik XIV:s order skall huvudanfallet 1566 riktas mot Bohuslän med avsikt att inta Bohus fästning. 

## Belägringen 1566
Den 5 mars bröt den svenska huvudstyrkan upp från Alingsås under befäl av Nils Boije af Gennäs och marscherade mot Göta älv och Bohus. Till sin hjälp hade han Nils Sture och Erik Stenbock. Den 20 mars var även belägringsartilleriet framme vid Bohus och den 23:e började man beskjuta murarna från Fontinberget norr om fästningen. Efter att ha avfyrat 2 820 kulor beordrade Nils Boije klockan 6 på morgonen tre dagar senare, fyra dagar enligt vissa källor, stormning.
Med 10 fänikor anföll svenskarna den bräsch som skjutits i muren, men tre gånger kastades de tillbaka av de danska och norska försvararna. Vid fjärde anfallet intogs huvudtornet "Röde Torn" och en svensk flagga placerades på toppen.
Två försvarande landsknektar, Hans Sund och Jörgen Mekelberg anmälde sig då frivilligt till att försöka spränga tornet, och Jens Holgersen Ulfstand antog erbjudandet och lovade att sörja för deras familjer. 
Genom att rulla ner en fullpackad krutkärra ner till krutförrådet i tornets källare och antända med en kort stubin sprängdes tornet i luften. En krönikör skrev senare att "Svenskarna blev som kråkor och andra fåglar förda upp under himmelen och icke en kom därifrån med livet". Cirka 250 svenska soldater beräknas ha funnits i tornet vid smällen. Enligt ett par svenska källor, ett bevarat referat av en rapport avgiven av Nils Bertilsson (till Reku), som var ”överste” för de svenska knektarna i belägringen, och Nils Boijes intyg rörande fältprästen Jon Hansson, förefaller tornsprängningen däremot ha skett i samband med den tredje stormningen. I Nils Boijes intyg uppges att fältprästen (som överlevde belägringen) tillsammans med en annan man reste upp stormstegen mot tornet, därefter klättrade upp på stegen och slog fienden ifrån sig "in till dess at Eellden och krutet förde honom vth för muren".
De svenska anfallen fortsatte men hade förlorat sin kraft. Dansk förstärkning under härföraren Daniel Rantzau marscherade från Halland och nådde Göta älv den 30 april, och svenskarna drog sig tillbaka in mot Västergötland. Totalt hade svenskarna förlorat ca 2300 man under belägringen, enligt dansk källa. Denna förlustsiffra bekräftas dock inte av det svenska källmaterialet. Den danska styrkan hade minskat till ca 150 man och både proviant och ammunition höll på att ta slut.

## Efterspel
Kung Erik XIV fick ett raseriutbrott vid nyheten om den misslyckade belägringen, och ersatte Nils Boije med Charles de Mornay.
Nils Sture dömdes till döden för förmenta förseelser, bland annat för misslyckandet vid Bohus, men fick i stället göra ett "skymfligt intåg" i Stockholm. Han mördades senare av den sinnessjuke Erik XIV personligen, i maj 1567 på Uppsala slott under Sturemorden. En mindre bemärkt man som straffades för sin påstådda skuld till debaclet var proviantmästaren Bryngel Bengtsson, som dömdes till döden och avrättades för bristfällig och bedräglig hantering av provianten och för att därmed ha förorsakat nöden hos det svenska krigsfolket i belägringen. Däremot undgick Nils Boije själv liksom chefen för artilleriet, Anders Sigfridsson (Rålamb) slutligen straff, den förre på grund av sin höga ålder och för erövringen av Varberg föregående år.
Den danske kungen Fredrik II blev så glad över nyheten om Bohus räddning, att han ville föreviga händelsen på sin gravvård. Därför finns en marmorrelief som avbildar Bohusiska smällen, på hans sarkofag i Roskilde domkyrka.
Den danske befälhavaren Ulfstand höll sitt löfte till soldaten Sunds efterlevande, och gården Röset på Hisingen skänktes till hans efterkommande för all framtid. Motsvarande gåva till soldaten Mekelberg är inte känd.